# Nemzeti Műszaki Egyetem
A Nemzeti Műszaki Egyetem (spanyolul: Universidad Tecnológica Nacional) egy argentínai állami egyetem, melyet 1959-ben alapított Arturo Frondizi elnök, mint az 1948-as alapítású Nemzeti Munkásegyetem jogutódát.
Az egyetem szövetségi alapon szerveződik, s 29 regionális tanszékkel rendelkezik. Az oktatás elsősorban a mérnökképzésre irányul, de más szakterületeken is képeznek diplomás szakembereket.

## Külső hivatkozások
- Nemzeti Műszaki Egyetem